# Jerumenha
Jerumenha là một đô thị thuộc bang Piauí, Brasil. Đô thị này có diện tích 3862 km², dân số năm 2007 là 4371 người, mật độ 1,13 người/km².